# Umberto Volante
Umberto Volante (* 5. Mai 1925 in Cona, Italien; † 15. April 2016 in Meran, Italien) war ein italienischer Bildhauer, Lehrer und Reisender.

## Leben
Umberto Volante wurde in Cona in der Provinz Venedig geboren und zog im Alter von drei Jahren mit seiner Familie nach Meran in die Provinz Bozen. Nach der Grundschule besuchte er das staatliche Kunstinstitut in St. Ulrich und wurde Kunstmeister unter der Leitung von Ludwig Moroder (Bera Ludwig). In dieser Zeit stand er unter anderem in engem Kontakt mit Augusto Murer, Bruno Visentin und Claudio Trevi.
Anschließend absolvierte er die Kunsthochschule dei Carmini in Venedig, die damals von Professor Giorgio Wenter Marini geleitet wurde.
Hiernach besuchte er das Lehramtsstudium für Kunst (Magistero d'Arte) an der Accademia di Belle Arti in Venedig unter der Leitung von Alberto Viani. Ab 1948 arbeitete er als Bildhauer in seinem Atelier in Meran, abwechselnd mit seiner Lehrtätigkeit an der Kunsthochschule dei Carmini, die er bis 1965 weiterführte (mit einer Unterbrechung zwischen 1950 und 1956).
In dieser Zeit studierte er auch andere plastische Techniken wie Majolika, Mosaik, Bronze und geprägtes Metall sowie die Maltechniken Fresko und Graffiti und die grafischen Techniken des Holzschnitts. Er kam in Kontakt mit verschiedenen Künstlern des venezianischen Umfelds jener Zeit, wie Federico De Rocco, Mario Dinon, Bruno Saetti, Giulio Alchini, Amedeo Renzini, Sergio Schirato, Riccardo Schweizer, Yvan Beltrame, Eronda (Mario De Donà) und Gazar Ghazikian.
Zwischen 1950 und 1956 lebte er wieder in Meran, wo er sich im Künstlermilieu der Stadt an der Passer aufhielt und sich mit anderen Künstlern wie Ugo Claus, Oswald Kofler, Oskar Müller, Peter Fellin, Anton Frühauf und Emilio Dall’Oglio anfreundete.
Nach mehreren Reisen in verschiedene europäische Städte ließ er sich dauerhaft in Meran nieder, wo er seine Forschungen und seine künstlerische Produktion fortsetzte und gleichzeitig als Lehrer für Kunsterziehung an der Mittelschule G. Segantini tätig war.
Er wurde beauftragt, Fresken und dekorative Graffiti für zahlreiche Gebäude in Meran, Algund, Roveré della Luna, Malosco, Antholz und Castello Tesino zu schaffen. Er entwarf und dekorierte Gräber auf dem Friedhof von Meran.
Von 1963 bis 1973 organisierte er Keramikkurse, an denen viele Bürger teilnahmen und denen er die Technik des Modellierens und Dekorierens von Keramik, Majolika und Terrakotta beibrachte. Am Ende der Kurse wurden die Arbeiten der Kursteilnehmer im Kursaal in Meran ausgestellt, der von der Kurverwaltung der Stadt betrieben wurde.
Nach seiner Pensionierung erweiterte und vertiefte er die Verwendung verschiedener Ausdrucksmittel (Emaille auf Bronze, Abnahme von Wandmalerei, Firnis auf Holz) und setzte seine Produktion bis zu den letzten Monaten vor seinem Tod fort.

### Reisen
Für das künstlerische Werk von Umberto Volante waren seine zahlreichen Reisen nach Europa von großer Bedeutung:
- Reise nach Paris mit seiner Frau Nora und seinem Freund Giulio Alchini im Jahr 1957;
- Reise nach Madrid mit seiner Familie durch Frankreich und Spanien im Jahr 1959;
- Reise durch Italien mit seiner Familie im Jahr 1963;
- Reisen nach Athen mit seiner Familie durch Jugoslawien, Ungarn, Rumänien, Bulgarien und die Türkei in den Jahren 1968, 1969, 1971 und 1974;
- Reisen nach Hämeenlinna mit seiner Frau Nora, seinem Bruder Tiziano und seiner Schwägerin Sirpa.

## Künstlerische Tätigkeit

### Gruppenausstellungen
- Ausstellung moderner Kunst, Kursaal, Meran, 20. Oktober – 5. November 1950
- XXVII. Internationale Kunstausstellung, Venedig, 19. Juni – 27. Oktober 1954
- Ausstellung des Kunsthandwerks aus Venetien, Genf, 1954–1955
- Internationale Kunsthandwerksausstellung, München, 1956
- XXVIII. Internationale Kunstausstellung, Venedig, 16. Juni – 21. Oktober 1956
- Santini, Volante und Tosello, Stadt Venedig – Opera Bevilacqua La Masa (jetzt Fondazione Bevilacqua La Masa), Venedig, 1.–12. Juni 1958
- Venezianische Bildhauer, Stadt Venedig – Opera Bevilacqua La Masa, Venedig, 5.–15. Oktober 1961
- Künstlerisch-benefizielle Ausstellung zu Ehren von Papst Johannes XXIII., Meran, 20. April – 26. Mai 1991
- Kämpferbrust, Städtische Gemäldegalerie „G. Cattabriga“, Bondeno, 2005
- Zukunftsperspektiven, KunstMeranoArte, Meran, 2012[2]

### Einzelausstellungen
- Opera Bevilacqua La Masa (heute Fondazione Bevilacqua La Masa), Venedig, 1958
- Galerie Kuperion, Meran, 1973 und folgende.
- Zeichnungen und Skulpturen, Ausstellungssaal der Kurverwaltung, Meran, 13.–21. Januar 1973
- Saal „Gente di Mare“, Deiva Marina, Juni–Juli 1990
- Kirche von Torricella, öffentliche Bibliothek von Castello Tesino, August 1993
- Kunstgalerie der Südtiroler Volksbank, Meran, Dezember 1994
- Zentrum für Kultur, Mairania 857, Meran, 2006
- Ausstellungshalle, Gemeinde Soave, Juli 2013
- Bürgersaal, Meran, Mai–Juni 2014
- „Brückenkopf“-Museum, Algund, April 2015

### Hauptwerke
- Kleiderschrank mit Basreliefen aus Eiche, Sammlung Peggy Guggenheim, Venedig, 1954
- Eichenportale, Kirche Maria Himmelfahrt, Meran, 1957
- Emaillierter und vergoldeter Majolika-Altar im dritten Brand, Kirche Maria Himmelfahrt, Meran, 1959
- Kreuzweg aus emaillierter und vergoldeter Majolika im dritten Brand, Kirche Maria Himmelfahrt, Meran, 1960
- Kruzifix, Basrelief aus Eichenholz, Kirche Christ König, Trient, 1959
- Allegorie der Schule, Flachrelief aus Bronze, Mittelschule G. Segantini, Meran, 1967
- Stele zum Gedenken an Piero Richard, Flachrelief aus Bronze, Pferderennplatz, Meran, 1972
- Sonnenuhr, Majolika, Institut Maiense, Meran, 1987
- Restaurierung von Putten, weißer Beton, Giebel des Stadttheaters Meran „G. Puccini“, 1993
- Dekorationen an der Fassade des Rathauses, Basrelief aus Keramik und Graffiti, Castello Tesino (TN), 1992

### Andere Werke
- Torso, Buchsbaumholz
- Liegende Figur, Buchsbaumholz
- Sitzende Figur, Padoukholz
- Hockende Figur, Palisanderholz
- Sitzende Figur, Keramik im dritten Brand
- Zentaur mit Bogen, Bronze im Wachsausschmelzverfahren

## Sonstiges
- Ritter des Verdienstordens der Italienischen Republik: 1994[3]